# Condado de Washington (Nova Iorque)
O Condado de Washington é um dos 62 condados do Estado americano de Nova Iorque. A sede do condado é Hudson Falls, e sua maior cidade é Hudson Falls. O condado possui uma área de 2 191 km²(dos quais 27 km² estão cobertos por água), uma população de 61 042 habitantes, e uma densidade populacional de 28 hab/km² (segundo o censo nacional de 2000). O condado foi fundado em 1772.